# 리비아 대의원
리비아 대의원(House of Representatives, HoR, 아랍어: مجلس النواب, 로마자 표기: Majlis al-Nuwaab, lit. 'Council of Deputies')은 2014년 리비아 의회 선거에서 탄생한 리비아 입법부로, 투표율은 18%였다. 2014년 8월 4일, 리비아 내전의 맥락에서 수도 트리폴리 (리비아)에서 이슬람 쿠데타가 진행되는 동안 하원은 리비아 극동의 투브루크로 이전했다. 트리폴리가 무장 공격을 받는 동안 2019년 5월 트리폴리에서 여러 HoR 세션이 열렸으며 45일 동안 임시 의장을 선출했다. 2014년부터 2021년까지 하원은 압둘 하미드 드베이베(Abdul Hamid Dbeibeh)가 이끄는 현 국민 통합 정부를 지지하기 전에 압둘라 알타니(Abdullah al-Thani)가 이끄는 토브룩 기반 정부를 지지했다. 2021년 9월, 하원은 임시 GNU 정부에 대한 불신임 결의안을 통과시켰고 나중에 경쟁 국가 안정 정부(GNS)를 임명했다.

## 같이 보기
- 제2차 리비아 내전
- 리비아 위기